# Unterer Grumbacher Teich
Der Untere Grumbacher Teich, auch nur Grumbacher Teich genannt, ist ein vor 1673 angelegter und etwa 2 ha großer Kunstteich im Harz. Er liegt zwischen Hahnenklee und Wildemann im niedersächsischen Landkreis Goslar.
Der Teich gehört zu den Oberharzer Teichen. In seinem Einzugsgebiet liegen mit den Kranicher Teichen, dem Kuttelbacher Teich, dem Auerhahnteich, dem Neuen, Oberen und Mittleren Grumbacher Teich sowie dem Oberen und Unteren Flößteich neun weitere Teiche des Oberharzer Wasserregals.

## Geographische Lage
Der Untere Grumbacher Teich liegt innerhalb des Oberharzes im Naturpark Harz. Er befindet sich zwischen Hahnenklee (zu Goslar) im Nordosten und Wildemann (zu Clausthal-Zellerfeld) im Südwesten. Durchflossen wird er vom oberhalb des Teichs noch durch den Kuttelbach gespeisten Grumbach, einem rechten Zufluss des Nebenflusses Spiegeltalgraben der Innerste. Gespeist wird er zudem von den Bächen aus dem Großen und Kleinen Dreckstal.
Am Unteren Grumbacher Teich steht eine Schutzhütte mit der Stempelstelle 113 „Grumbacher Teich“ der Harzer Wandernadel.

## Daten
Die Wasseroberfläche des Stausees ist etwa 2 ha groß. Sein Einzugsgebiet ist mit 7,92 km² für einen Oberharzer Teich recht groß, daraus resultiert ein hoher Durchfluss. Das Stauvolumen beträgt 82.000 m³. Der Staudamm ist nach mindestens einer Erhöhung 7,5 m hoch und knapp 60 m lang.

## Geschichte und Flößerei
Der Teich wurde vor 1673 angelegt. Er diente nicht nur der Kraftwasserversorgung der unterhalb gelegenen Gruben, sondern spielte auch eine bedeutende Rolle beim Flößen oder Triften im Grumbach bis nach Wildemann. Die in ein bis zwei Meter Länge geschnittenen Holzscheite wurden durch einen oberhalb des Teichs vom Grumbach abzweigenden Flößgraben südlich um den Teich herumgeleitet und rutschten über das Gefluder im heutigen Grumbacher Wasserfall in den Bach. Um das Holz weiter talwärts zu schwemmen, wurden aus dem Unteren Grumbacher Teich stoßweise kleinere Flutwellen abgelassen, die die Scheite bis in die Innerste schwemmten.